# Сетас
Сетас (на испански: Los Zetas) e криминална организация в Мексико, занимаваща се с международна търговия с наркотици и други видове криминална дейност. Картелът е съставен от дезертьори от елитните части на мексиканската армия GAFE (Grupo Aeromóvil de Fuerzas Especiales) и стрелковата парашутна бригада (BFP), свързан с корумпирани чиновници от федералното правителство и местните администрации и полицейски офицери, както и бивши военнослужещи от Гватемала.
Тази група от висококвалифицирани хора започва дейността си като наемна армия на мексиканската престъпна организация Картел Голфо. След като лидерът на картела Осиел Карденас Гуилен е арестуван, Сетас заемат водещи позиции в наркобизнеса. От февруари 2010 г. Los Zetas стават независими и се обръщат във врагове на своите бивши партньори/наематели от Gulf Cartel.
Лидер на Сетас става Ериберто Ласкано. Управлението по борбата с наркотиците (DEA) определя групировката му като най-жестоката, пленяваща туристи от САЩ заради получаване на откупи. Los Zetas разширяват дейността си за сметка на Италия с помощта на Ндрангета.
На 4 юли 2011 г. мексиканската полиция задържа „третия човек“ в ръководството на Сетас Хесус Енрике Рехон Агилар. В края на октомври 2011 г. е задържан финансовият директор на групировката 29-годишнната Кармен дел Консуело Саенс. На 12 декември 2011 г. е арестуван още един от лидерите на организацията Раул Фернандес.